# Cristina Maria Ablinger
Cristina Maria Ablinger (* 30. April 1991 in Santa fé de Bogotá) ist eine österreichische Schauspielerin.

## Leben
Cristina Maria Ablinger wurde in Kolumbien geboren und wuchs in Salzburg auf. Sie hat afrokolumbianische und indigene Wurzeln. Nach der Matura am Musischen Gymnasium Salzburg zog sie 2009 nach Linz und studierte dort Schauspiel an der Anton Bruckner Universität, wo sie 2013 ihren Abschluss machte. Erste Engagements führten sie unter anderem an das Landestheater Linz, ans Werk X, den Dschungel Wien und das Volkstheater Wien.
2015 spielte sie eine Nebenrolle im Fernsehfilm Drachenjungfrau von Catalina Molina. 2017 war sie mit der Produktion 365 + (Regie Claudia Seigmann) für einen Stella in der Kategorie Herausragende Produktion für Jugendliche nominiert, stand als Winnie in Glückliche Tage unter der Regie von Nick Monu am OFF Theater Salzburg auf der Bühne sowie für eine Episodenhauptrolle bei SOKO Kitzbühel vor der Kamera.
Ablinger lebt in Wien und Salzburg.

## Filmografie (Auswahl)
- 2015: Landkrimi – Drachenjungfrau
- 2016: SOKO Kitzbühel – Vermächtnis
- 2016: Lena Lorenz – Gegen alle Zweifel
- 2017: SOKO Kitzbühel – Dunkle Wasser
- 2023: Schnell ermittelt – Niklas Neumann (Fernsehserie)